# Ulrich Matthes
Pour les articles homonymes, voir Matthes.
Ulrich Matthes, né le 9 mai 1959 à Berlin-Ouest, est un acteur allemand.

## Biographie
Adolescent, il souhaitait devenir professeur et, après avoir obtenu son "Abitur" (baccalauréat) au prestigieux lycée protestant "Zum Grauen Kloster" de Berlin, il fait cinq semestres d'études germaniques ("Germanistik"), axées en l'occurrence sur l'allemand et l'anglais, à l'Université libre de Berlin. Encouragé par Martin Held, Ulrich Matthes interrompt ses études et prend des cours de théâtre auprès de l’actrice Else Bongers pendant environ un an et demi.
Dans les années 1980, il travaille au Théâtre de Krefeld et Mönchengladbach (de), au Théâtre de Düsseldorf, au Bayerische Staatsschauspiel et au Kammerspiele de Munich, plus tard à Berlin à la Schaubühne am Lehniner Platz, au Deutsches Theater ainsi qu’au Burgtheater de Vienne. 
Il est apparu dans plusieurs épisodes de la série Derrick de 1987 à 1997.
Il se fait connaître d'un public plus large en 2004 en incarnant le ministre de la Propagande Joseph Goebbels, dans le long métrage La Chute d’Oliver Hirschbiegel avec Bruno Ganz
Depuis la saison 2004/2005, il est membre permanent de l'ensemble du Deutsches Theater de Berlin.
Il est élu membre de l'Académie des arts de Berlin en 2005.
Lors de l'assemblée générale de la Deutsche Filmakademie de Berlin, il est élu nouveau président et successeur d'Iris Berben le 10 février 2019.

## Vie privée
En 2021, il rejoint la campagne #ActOut (de) qui met en lumière des acteurs allemands LGBT et sensibilise sur le sujet.

## Filmographie (sélection)

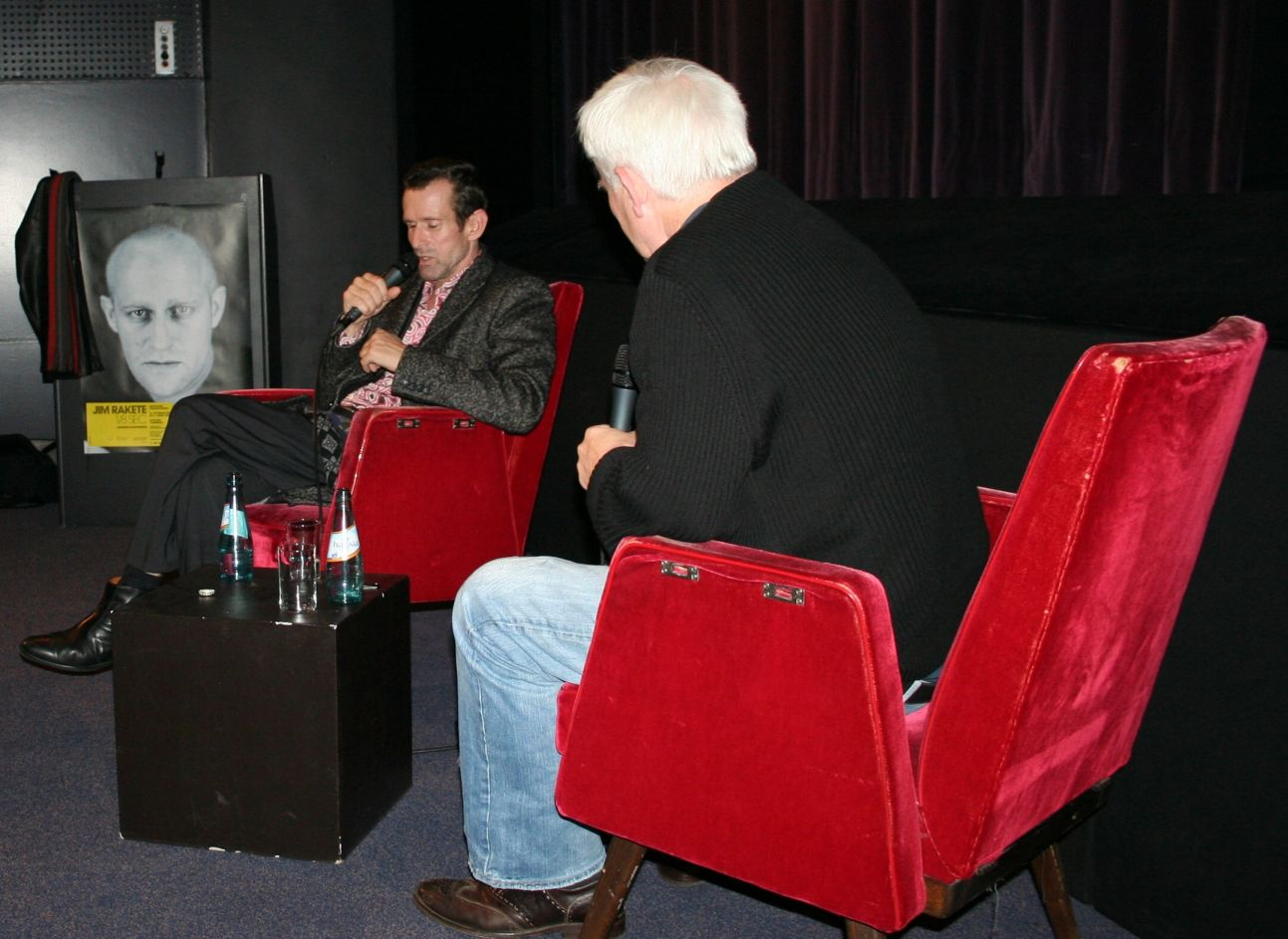
Ulrich Matthes

### Films
- 1997: Les Rêveurs (Winterschläfer), de Tom Tykwer: René
- 1998: Hölderlin, le cavalier de feu (Feuerreiter) de Nina Grosse: le baron Isaac von Sinclair
- 1999: Aimée et Jaguar (Aimée und Jaguar) de Max Färberböck : Eckert
- 2004: La Chute (Der Untergang) d’Olivier Hirschbiegel : Joseph Goebbels
- 2004: Le Neuvième jour (Der neunte Tag) de Volker Schlöndorff : l’abbé Henri Kremer
- 2008: L'enfant de novembre (Novemberkind) de Christian Schwochow : Robert von der Mühlen
- 2013: Le Grand Cahier (A nagy füzet) de János Szász : Apa
- 2017: Krieg de Rick Ostermann : Arnold
- 2019 : Une vie cachée (A Hidden Life) de Terrence Malick : Lorenz Schwaninger
- 2021 : L'Étau de Munich (Munich: The Edge of War) de Christian Schwochow : Adolf Hitler

### Téléfilms
- 1997: Todesspiel de Heinrich Breloer : Jan-Carl Raspe
- 2012: La Mer à l'aube (Das Meer am Morgen) de Volker Schlöndorff : Ernst Jünger
- 2016: Die vermisste Frau de Horst Johann Sczerba : Bruno
- 2017: Gift de Daniel Harrich : Matteo Kälin

### Séries télévisées
- 1987: Derrick: Le Cadavre du Parc (Der Tote auf dem Parkbank) (saison 14, épisode 5): Ulrich Huberti
- 1991: Derrick: Le cercle infernal (Verlorene Würde) (saison 18, épisode 5): Holger Küster
- 1993: Derrick: Soif de vérité (Mann im Regen) (saison 20, épisode 2): Robert Lohmann
- 1995: Wolff, police criminelle: Grain de beauté (Sommersprossen): Danzer
- 1997: Derrick: Corruption (Eine kleine rote Zahl) (saison 24, épisode 1): Harald Breuer
- 1997: Le Renard: Haine et vengeance (Der Tod der Eltern): Andreas Gobel
- 1997: Polizeiruf 110: Der Sohn der Kommissarin: Le partenaire de Tanja
- 1999: Polizeiruf 110: Mörderkind: Le psychologue
- 2000: Un cas pour deux : Tueur à gages (Blutiges Pfand): Michael Strobel
- 2009: Brigade du crime (SOKO Leipig): Entführung in London: Victor Hauptmann
- 2011: Tatort: Stille Wasser: Günther Kremer
- 2014: Tatort: Im Schmerz geboren: Richard Harloff

## Prix et récompenses
- 1985 : prix de littérature de la ville de Düsseldorf[5]

- 1990 : Prix d'art de Berlin (de) de l’Académie des arts de Berlin
- 1991 : prix O.E. Hasse de l’Académie des arts de Berlin
- 1998 : Bayerischer Filmpreis (prix bavarois du film), catégorie Meilleur acteur pour Feuerreiter
- 2002 : livre audio de l'année pour Pnine de Vladimir Nabokov
- 2003 : Deutsche Hörbuchpreis (prix du livre audio allemand), catégorie Meilleur divertissement for pour Pnine de Vladimir Nabokov
- 2005 : Gertrud-Eysoldt-Ring, prix de l'Académie allemande des arts du spectacle pour des performances d'acteur exceptionnelles dans Qui a peur de Virginia Woolf ? au Deutsches Theater de Berlin
- 2005 : acteur de l'année, sélectionné par le jury du magazine Theater heute pour son rôle dans Qui a peur de Virginia Woolf ?
- 2007 : Theaterpreis Berlin (prix du Théâtre de Berlin) de la Stiftung Preußische Seehandlung
- 2015 : Goldene Kamera, catégorie Meilleur acteur allemand
- 2015 : prix Adolf-Grimme pour sa représentation dans Tatort: Im Schmerz geboren
- 2015 : prix de l'Académie allemande de télévision (de), catégorie Meilleur second rôle dans Bornholmer Strasse
- 2016 : prix du cinéma letton, catégorie Meilleur acteur pour Exiled
- 2017 : Ours de Berlin
- 2017 : prix théâtral Goldene Vorhang pour ses rôles dans Mort d'un commis voyageur (d’Arthur Miller), Terre étrangère (d’Arthur Schnitzler) et L'Homme apparaît au Quaternaire (de Max Frisch) au Deutsches Theater Berlin

### Décorations
- Ordre du Mérite de la République fédérale d'Allemagne (2022)[6]